# Stielhandgranate 24

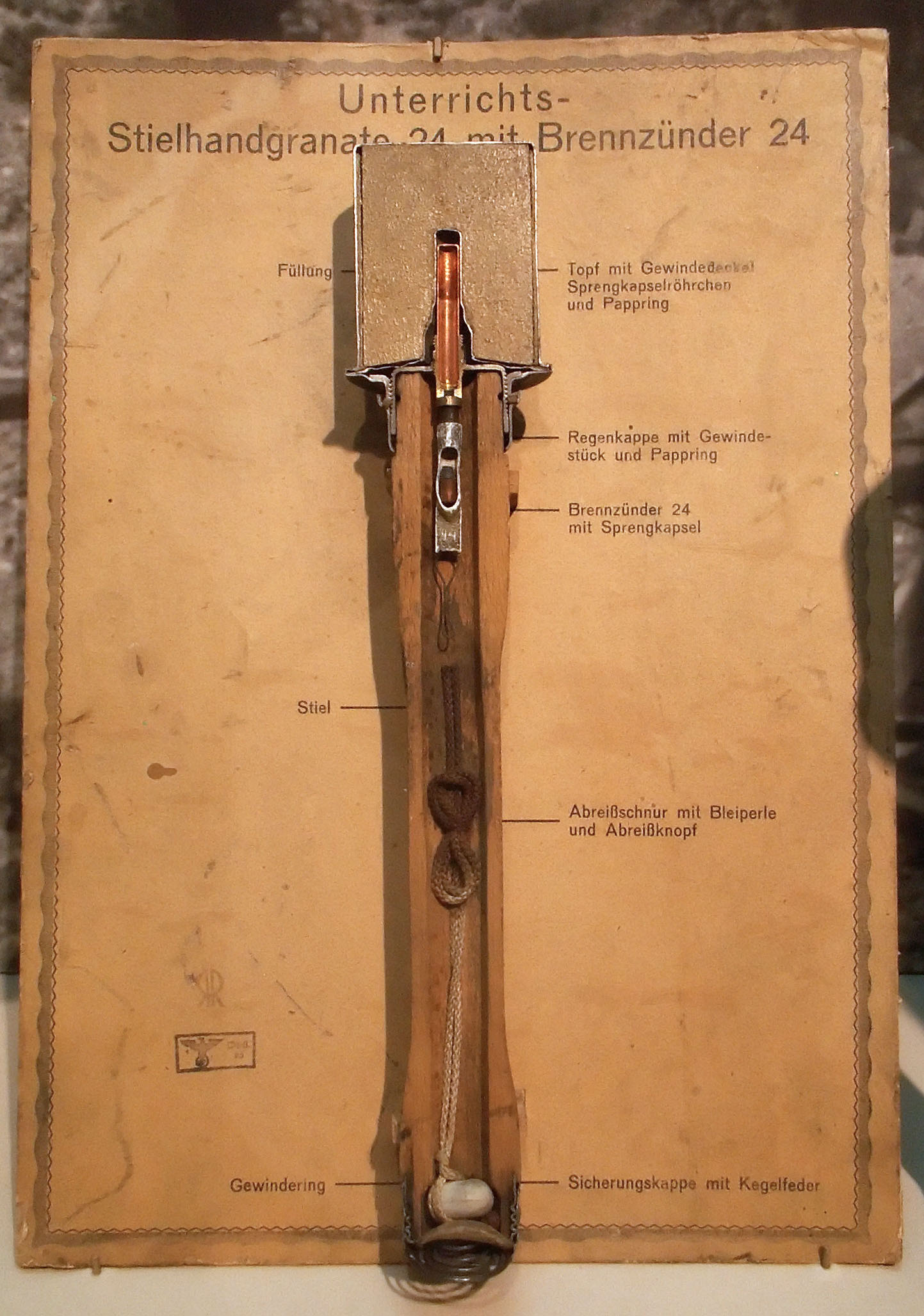
Stielhandgranate 24 mit Brennzünder 24 w przekroju

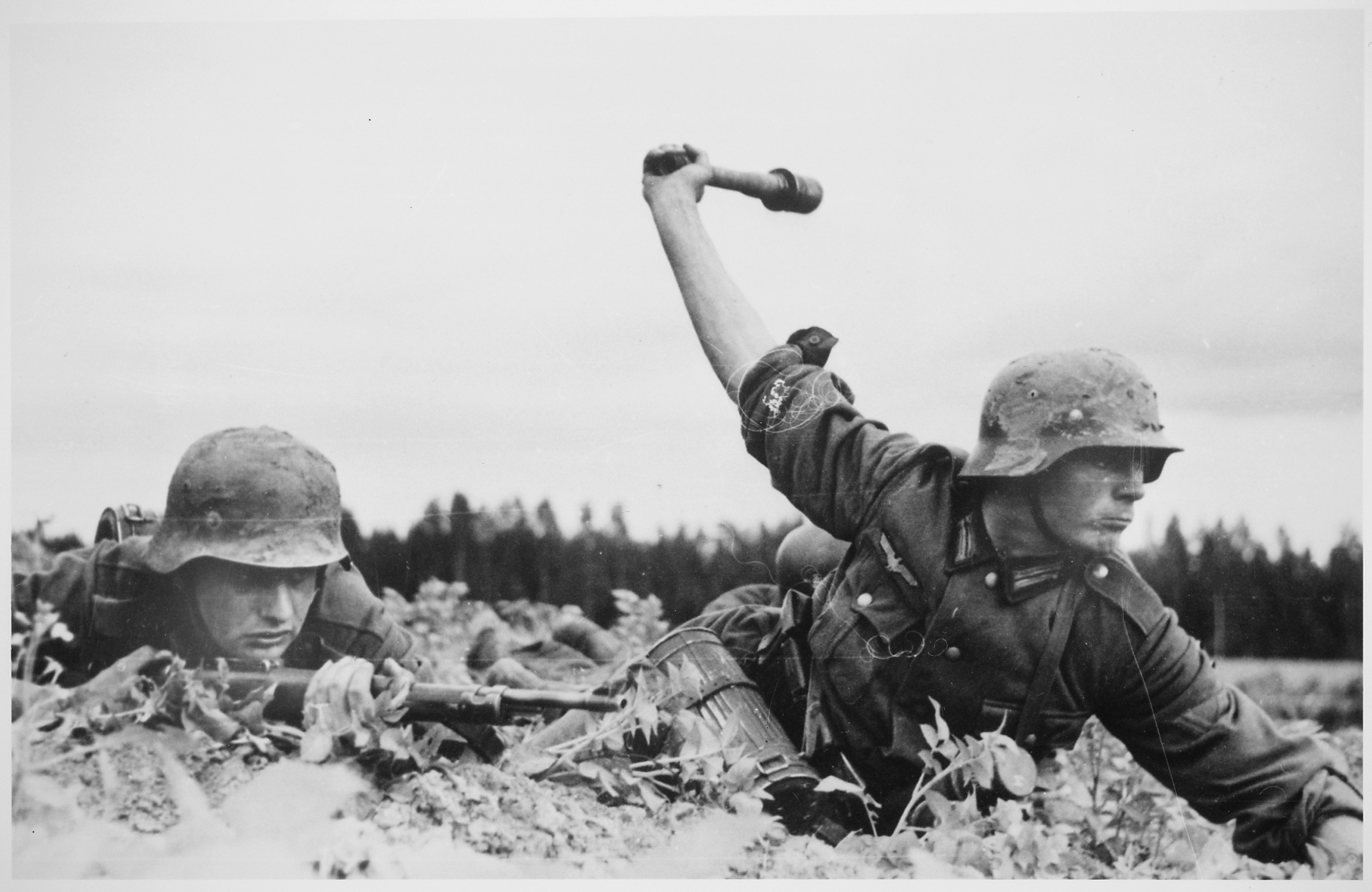
Niemiecki żołnierz rzucający Stielhandgranate 24. Rosja 1941

Stielhandgranate 24 mit Brennzünder 24 – ręczny trzonkowy granat zaczepny używany w armii niemieckiej przez całą II wojnę światową. Wyposażenie granatu w drewnianą rękojeść ułatwiało dalekie i celne rzuty. Ocenia się, że wyprodukowano około 100 milionów sztuk tych granatów.

## Historia konstrukcji
Na początku lat 20. XX wieku Zarząd Uzbrojenia Reichswehry postanowił wprowadzić do uzbrojenia nowy typ granatu trzonkowego. Nowa konstrukcja miała się charakteryzować większą niezawodnością niż granat trzonkowy używany podczas I wojny światowej a także być przystosowana do długotrwałego magazynowania. Prace zakończyły się wprowadzeniem w 1924 do uzbrojenia granatu „Stielhandgranate 24 mit Brennzünder 24” (Stielhgr.24 mit Bz.24). Równocześnie zaczęto produkować granat ćwiczebny „Übungsstielhandgranate 24 mit Brennzünder 24”.
Pierwsze serie granatów Stielhandgranate 24 miały na korpusie hak służący do mocowania granatu na pasie, ale szybko przestano go montować, ponieważ okazało się, że żołnierze i tak noszą granaty wsunięte za pasy. Zmieniono także detonatory na bardziej odporne na wilgoć. Nową wersję oznaczono jako „Stielhandgranate 39 mit Brennzünder 39”. Opracowano także granaty dymne Nebelhandgranate 39 o konstrukcji wzorowanej na Stielhandgranate 24.
W 1942 Zarząd Uzbrojenia Waffen-SS opracował koszulkę odłamkową (stalowa rura nakładana na głowicę granatu) zwiększającą liczbę odłamków powstających po wybuchu granatu. Wkrótce potem podobną koszulkę opracował Zarząd Uzbrojenia Wehrmachtu. W końcowym okresie 1/3 produkowanych granatów była wyposażona w takie koszulki.

## Wersje Stielhandgranate
- Stielhandgranate 24 mit Brennzünder 24 – pierwsza wersja.
- Stielhandgranate 39 mit Brennzünder 39 – wersja z nowym bardziej odpornym na wilgoć zapalnikiem i detonatorem.
- Stielhandgranate 43 mit Brennzünder 43 – wersja z niewierconym trzonkiem i zapalnikiem na korpusie granatu. Można ją było stosować jako granat trzonkowy lub wykorzystywać bez trzonka.
- Übungsstielhandgranate 24 mit Brennzünder 24 – granat ćwiczebny wielorazowego użytku. Posiadał korpus z perforowanej blachy zawierający mały ładunek prochu czarnego. Granaty ćwiczebne miały korpusy malowane na czerwono.
- Nebelhandgranate 39 – granat dymny. W denku głowicy znajdowało się osiem otworów przez które wydostawał się dym. Na głowicy namalowane były trzy poziome białe paski. Ponieważ dochodziło do pomyłek z granatami bojowymi na trzonkach późniejszych serii granatów dymnych wykonywano trzy nacięcia. Mógł być używany jako ładunek oślepiający załogę nieprzyjacielskiego czołgu. Wydzielał dym przez ok. 7 sekund od chwili zapłonu, zasłona dymna wokół czołgu utrzymywała się przez około 2 minuty.[1]

## Część niemieckiej instrukcji granatu
Uzbrojenie, rzucanie i rozbrojenie granatu:
1. Odkręcić rękojeść od korpusu.
2. W trzon mechanizmu zapalającego ostrożnie wstawić detonator, następnie na korpus granatu nakręcić do oporu metalową nakrętkę rękojeści.

W celu rzucenia granatu należy:
1. Odkręcić kapturek zabezpieczający od rękojeści.
2. Wyjąć porcelanową kulkę (lub pierścień) z gniazda rękojeści.
3. Wziąć w lewą rękę porcelanową kulkę (lub pierścień) i zdecydowanym ruchem wyrwać rozcieracz, następnie natychmiast rzucić granat w kierunku celu.

W celu rozbrojenia granatu należy:
1. Ostrożnie odkręcić korpus granatu od rękojeści.
2. Wyjąć z trzonu mechanizmu zapalającego detonator.
3. Ponownie nakręcić do oporu korpus granatu na rękojeść.

## Opis konstrukcji
Stielhandgranate 24 był granatem zaczepnym. Składał się z metalowego korpusu zawierającego materiał wybuchowy i drewnianej, wydrążonej wewnątrz rękojeści z drewna bukowego. Rękojeść była z obu stron zakończona gwintem. Do górnego był przykręcony korpus granatu i mechanizm zapalający, do dolnego – osłona zabezpieczająca. Pod osłoną znajdował się porcelanowy pierścień połączony sznurem z zapalnikiem tarciowym.
Japoński granat wz. 98 miał bardzo zbliżoną konstrukcję do Stielhandgranate 24, ale w porównaniu do niego był nieco cięższy.